# سمیرامیس

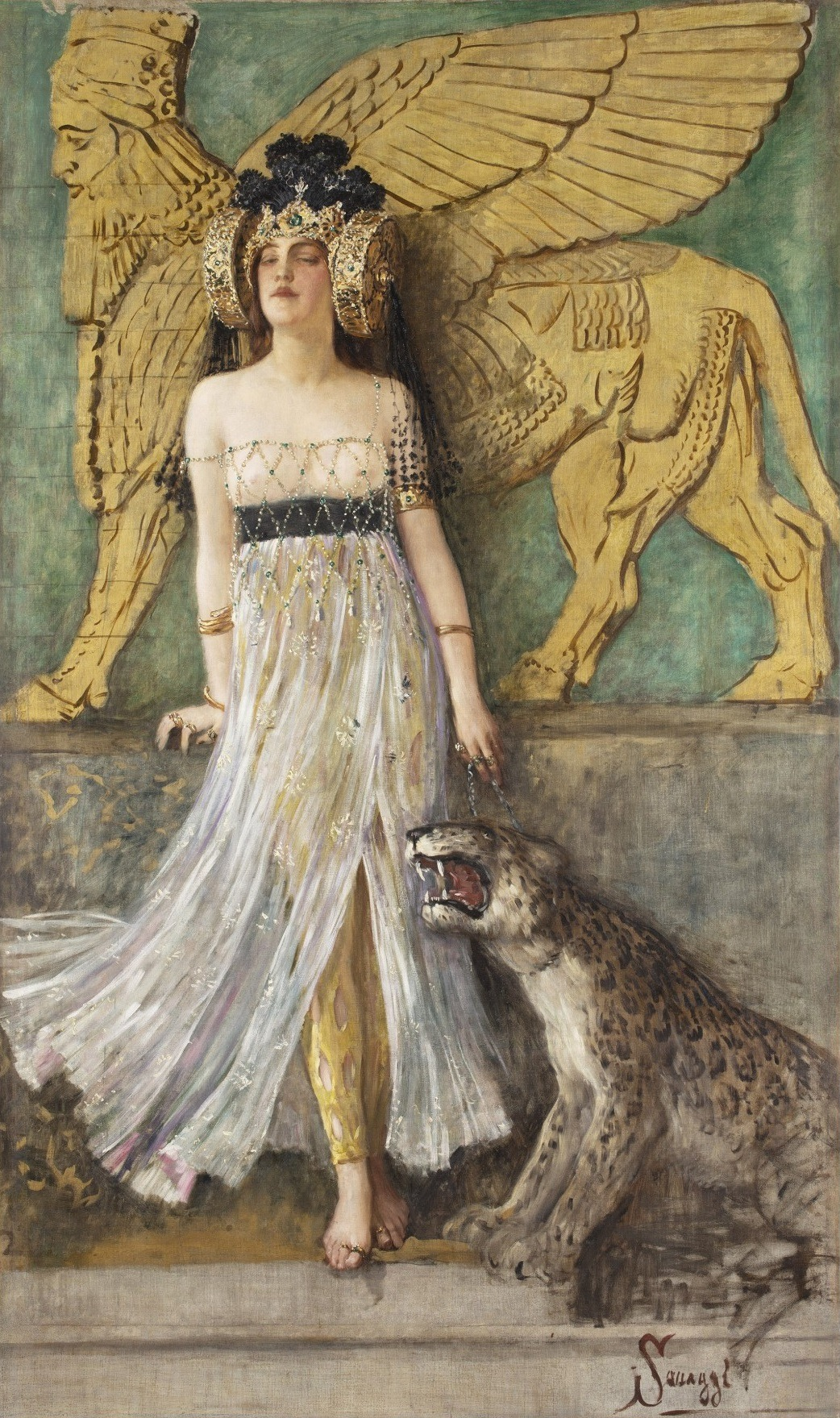
سمیرامیس بزرگ، ملکه آشور، ۱۹۰۵، اثر نقاش ایتالیایی سزار ساکاگی

سِمیرامیس، ملکه‌ٔ افسانه‌ای سرزمین آشور است که از او و زندگی‌اش داستان‌های بسیاری نقل شده‌است.
در یونان باستان، سمیرامیس یا شامیران به عنوان یکی از ملکه‌های افسانه‌ای آشور شناخته می‌شود و بنا به برخی روایات کسی است که باغ‌های معلق بابل برای او ساخته شد.
افسانه‌های زیادی در مورد شخصیت شجاع وی نقل شده و تلاش‌های گوناگونی صورت گرفته تا او را به عنوان یکی از شخصیت‌های تاریخی شناسایی کنند. برخی سمیرامیس را همان «شامورامات» یا «شمور-آمات» یا «شمو-رامات»، همسر شمشی-ادد پنجم، پادشاه آشور در فاصله سال‌های ۸۲۴ تا ۸۱۱ پیش از میلاد مسیح می‌دانند. افسانه‌هایی که از سوی دیودور سیسیلی و ژوستین و دیگران روایت شده‌اند، تصویری از زندگی او و رابطه‌اش با نینوس به دست می‌دهند.

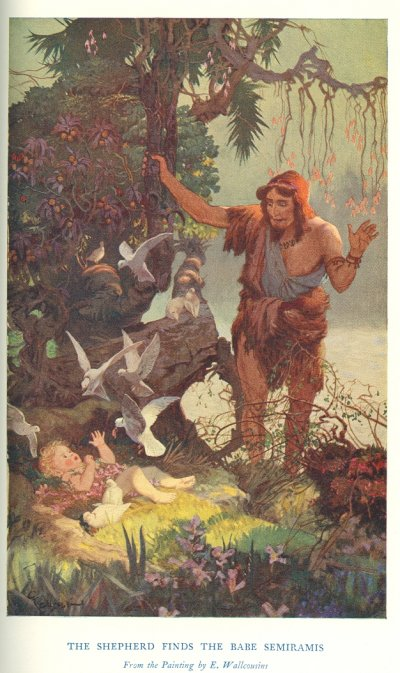
چوپان، سمیرامیس کوچک را پیدا می‌کند، اثر ارنست والکوزینس(۱۹۱۵)

## سرگذشت سمیرامیس بر اساس نوشته‌های دیودوروس سیکولوس
آن طور که در افسانه آمده‌است، والدین سمیرامیس نجیب‌زاده بوده‌اند. مادر او «درکتو» یک الهه در هیبت پری دریایی و پدرش انسان بوده‌است. درکتو پس از تولد سمیرامیس، او را رها و خود را در دریا غرق می‌کند. سمیرامیس کوچک توسط کبوترها تغذیه می‌شود تا اینکه «سیماس»، چوپان دربار او را می‌یابد و با خود به قصر می‌برد.
بعدها سمیرامیس با اونس یا «مینونس» یکی از ژنرال‌های نینوس، ازدواج می‌کند. نینوس در هنگام تسخیر بلخ به شدت تحت تأثیر شجاعت سمیرامیس قرار می‌گیرد و پس از مجبور کردن اونس به خودکشی، با سمیرامیس ازدواج می‌کند. آن‌ها صاحب پسری به نام نینیاس می‌شوند. در هنگام فتح آسیا، نینوس با اصابت یک تیر به شدت زخمی می‌شود و سمیرامیس تغییر لباس می‌دهد و خود را به شکل پسرش درمی‌آورد و فرماندهی سپاه نینوس را به عهده می‌گیرد. پس از مرگ نینوس، او به عنوان ملکه بر تخت می‌نشیند و مناطق بیشتری از آسیا را فتح می‌کند.
سمیرامیس به احتمال زیاد ملکه بیوه سامورامات است که بعد از مرگ همسرش (شمشی-ادد) در حکومت پسرش (ادد مزاری) نقش مهمی را ایفا کرد. در زمان حکومت پسرش تحت نظر او او در صدد فتح مادها برآمد و طبق اطلاعات کتزیاس با اینکه معتبر نیست تا حوالی بلخ رسیده‌است. (تاریخ ایران دوره ماد از مجموعه تاریخ کمبریج ایلیا گرشویچ ص۱۳۴)
طبق گفته افسانه، او مقتدرانه حکومت نمود و اتیوپی را به قلمرو امپراتوری خود اضافه کرد و همچنین شهر بابل را بازسازی نمود و دستور ساخت یک دیوار بلند آجری برای حفاظت از شهر را صادر کرد.
اگرچه تمامی اطلاعاتی که از سمیرامیس در دسترس است، به صورت افسانه است، اما برخی معتقدند که او همان «شمّور-آمات» ملکه آشور و همسر شمشی-ادد پنجم است. شمّور-آمات پس از مرگ همسرش چندین سال به عنوان نایب‌السلطنه پسرش حکومت کرد. برخی ادعا کرده‌اند افسانه‌هایی که در مورد شمّور-آمات ساخته شده، برای پذیرش و پرستش او به عنوان یک الهه و جهت تحکیم قدرت و سلطنت او بوده‌است، ولی در اسناد و مدارک آشوری چنین چیزی مشاهده نمی‌شود.

## سمیرامیس (نام)
برخی همچنین عقیده دارند که سمیرامیس شکل یونانی‌شده نام اکدی «شمّور-آمات» است که معنی هدیه دریا می‌دهد.
در منابع لاتین، سمیرامیس Semiramis بالاترین آسمان و مرتفع‌ترین بهشت معنی شده است. برخی از ایرانیان نام سمیرا را مخفف و شکل کوتاه‌شده اسم سمیرامیس می دانند اگرچه تلفظ متفاوتی دارند.